# 関本雅一
関本 雅一（せきもと まさかず、1959年9月20日 - 2012年12月10日）は、日本の実業家である。

## 経歴
- 元NEC会長の関本忠弘と成城大学名誉教授の関本まや子の長男として生まれる。
- 東京学芸大学附属竹早中学校、成城学園高等学校を卒業
- 1979年 米国ハワイ州 Chaminade University of Honolulu に入学
- 1984年 国際基督教大学編入学
- 1986年 同大学卒業後、株式会社電通に入社、結婚
- 1991年 社費留学生として南カリフォルニア大学経営大学院修士課程に入学
- 1992年 同課程を修了（MBA）
- 同年 株式会社電通に復職
- 2000年 離婚後、元フジテレビアナウンサーの寺田理恵子と再婚
- 同年 自動車メーカーのスズキに対して広告費3億円余りを水増し請求していたことが発覚し、7月21日付で株式会社電通を懲戒解雇
- 同年 株式会社ITマーケティングジャパンを設立ならびに同社代表取締役に就任
- 2001年 株式会社ITマーケティングソリューションズ代表取締役に就任
- 2003年 日露IT合同センターを設立 ゴルバチョフ財団との契約のもと、日露でのITのソロ・ウインドウとなる
- 2004年 株式会社ITマーケティングヒューマンズ（後のKCCSキャリアテック株式会社）を設立ならびに同社代表取締役に就任
- 2005年 ドリームテクノロジーズ株式会社（後のトライアイズ）取締役に就任
- 2006年 株式会社ITマーケティングインテグレーションズ（システム開発会社[1]）を設立ならびに同社代表取締役に就任
- 2007年
  - 株式会社ICTコンサルテーションズを設立ならびに同社代表取締役に就任
  - 株式会社パックリムホールディングス（ITマーケティングインテグレーションズの100%株保有会社）代表取締役に就任
- 2010年
  - 株式会社パックリムエンターテイメント（韓国芸能人のイベント主催会社）代表取締役に就任
  - 株式会社ウエルメイドスターエムジャパン（韓国の芸能事務所日本支社[2]）代表取締役に就任
- 2012年12月10日、自宅の風呂場で倒れ、大動脈瘤破裂のため、死去[3]。53歳没。